# 高公甲
高公甲（1465年—？），字時庸，四川成都府内江县人，民籍，明朝政治人物。

## 生平
弘治十一年戊午科四川鄉試第六十七名舉人。弘治十二年（1499年）中式己未科會試第二百八十七名，三甲第一百二十三名進士。官石埭知县。

## 家族
曾祖高明；祖高友忠；父高镇南。母任氏。具庆下。弟高公韶，進士。